# 16bit的感動
《16bit的感動》是睦美美里、甘露樹、若木民喜所創作的同人誌漫畫。2016年首次在「Comic Market」作為同人誌發行。2020年，由KADOKAWA發行商業單行本，標題為《16bit的感動 我和大家一起製作的美少女遊戲》。2022年12月宣布製作電視動畫，標題為《16bit的感動 ANOTHER LAYER》，於2023年10月5日首播。

## 剧情
1992年，成为大学生的上原芽衣子开始在“电脑商店R”打工。电脑商店R其实也在开发、销售美少女游戏，店铺2楼即为“Alcohol Soft”的开发室。芽衣子擅长绘画，店长（“店长”）六田胜觉得她有前途，带她去2楼代替跑路的员工当副美。芽衣子对电脑没什么了解，美少女游戏更是一窍不通，但还是在其他前辈员工指导下努力完成美术工作。芽衣子获主美下田香织赏识，之后的作品也被拉去帮忙，后在香织推荐下担任原画，成为原画家。
不久，香织受《心跳回忆》《DESIRE》等触动，主张制作“不只有H，且是认真描写恋爱的游戏”，遭到店长和编剧“僵尸”（五味川清）反对，未能达成一致。香织感到今后的美少女游戏可能性巨大，决定瞒着店长，拉上僵尸做完最后的大作当礼物，之后从Alcohol Soft辞职。结果店长挥泪留住香织，引发僵尸不满。公司内出现香织的Alcohol Soft和僵尸的SPIRITS SOFT两个品牌。
香织在Alcohol Soft专心当制作人，公司招进女高中生双胞胎琪琪菈菈当新编剧。芽衣子原画的新生Alcohol Soft游戏第1作发售。作品大受欢迎，Alcohol Soft招募新人才，扩大规模。
时间来到1996年，当时美少女游戏正从PC-98（DOS）转移至Windows平台。Alcohol Soft也准备转移至Windows，程序员“守”（六田守）讨厌Windows，声言辞职，被琪琪菈菈说服留下。店长打算将作品移植至游戏机，和Diamond Studio著名制作人市之谷合作，却碰上Diamond Studio倒闭，市之谷跑路。出资1亿日元的Alcohol Soft逃过破产但损失巨大，游戏机移植计划也打了水漂。
芽衣子自荐出任下一作品的企划，称想要推出以Comiket为舞台、同人志为题材的游戏。香织认可芽衣子的激情，同时担心芽衣子的企划会否受大众认可。后来在僵尸的建议下，成功找到办法解决问题。美少女游戏专门杂志越来越多，特集文章全被竞争对手企业“Shooting Star”独占，店长出手反击。不久，芽衣子企划的Alcohol Soft新作《Comic Paradise》发售。

## 登場人物

### Alcohol Soft相关人士
上原芽衣子（聲：堀江由衣）
原作漫画主人公。Alcohol Soft的原畫和CG。雖然對美少女遊戲了解不多，但非常擅長畫插畫。有著收容陷入困境、無處可去的樂葉的善良性格。
下田香織（聲：川澄綾子）
Alcohol Soft的策劃、原畫和CG。是以貓耳帽為標誌的溫柔女性。非常了解美少女遊戲，對美少女和遊戲創作都充滿熱情。雖然會冷靜地站在公司的角度思考，但也很關心樂葉。
六田勝／店長（聲：伊藤健太郎）
Alcohol Soft的社長。同時兼任Alcohol Soft一樓電腦商店的店長。對美少女遊戲不算很了解，偶爾的一時衝動會給周圍的人帶來麻煩。
六田守（聲：阿部敦）
Alcohol Soft的程式設計師。自認為自己編寫的程式是完美而自豪著，是熱愛PC98的男孩。Alcohol Soft社長的兒子，雖然幫忙編寫遊戲的程式，但對美少女遊戲沒什麼興趣。
五味川清／殭屍（聲：福島潤）
Alcohol Soft的編劇。是強硬派的創作者，有著一但下定決心就不會屈服的性格。雖然為人粗魯直率，但在對待作品時非常認真。
小山千里〈琪琪子〉、小山萬里〈菈菈子〉／琪琪菈菈（聲：赤尾光）
Alcohol Soft的編劇，雙胞胎女生。是憑依型的創作者，擅長通過一个人扮演角色，另一个人採訪角色来創作劇本。
橋本（聲：淺野真澄）
Alcohol Soft的宣傳。西裝革履的外表下展現出嚴肅認真的性格。

### 其他人物
山田冬夜
原作
美少女游戏公司“Shooting Star”社长，双马尾巨乳女性。嫉妒芽衣子的人气，视之为对手。原本性格阴郁，外表不起眼（戴眼镜、长直发）。曾自行前往多个美少女游戏杂志编辑部，展开类似美人计的营销，行为活动可谓执念。
动画版（聲：山根綺）
雖然很害羞，但對美少女遊戲非常感興趣的女孩。她很想買美少女遊戲但卻沒有一個人走進商店的勇氣，在碰巧遇見並拜託樂葉陪伴自己一起去買美少女遊戲後很敬慕她。动画版描写了原作中登场的冬夜的过去。
市之谷金人
动画版为市之谷東洋（聲：森久保祥太郎）。Diamond Studio社長。知名製作人，在電視和雜誌上有大量的媒體曝光率，总是以積極的口吻進行宣傳，涉足包括遊戲以內的多种業務。但在最后公司倒闭、自己跑路（动画版为涉嫌诈骗被警方逮捕）。

### 动画版原创角色
秋里樂葉（聲：古賀葵）
動畫原創主人公，喜欢秋叶原并熱愛美少女和美少女遊戲的底层插畫家。為了成為夢想中的超人氣畫師而在美少女遊戲製作廠商奮鬥著。房間擺滿了美少女游戏和商品。有一天在路上被Echo 3叫住，随后发现了一个不认识的二手游戏店，和店里的老奶奶聊天后表示了以后还会在来，可是再次来到时店铺早已不再，但是老奶奶给樂葉留下了几部美少女游戏， 樂葉打开了其中的「同级生」并時光穿梭到了1992年，随后在Alcohol Soft中工作。
Echo 1、Echo 2、Echo 3（声：田丸笃志、仪武祐子）
1985年（比原作更早）游戏公司Echo Soft的员工，分别为男性、女性、狗。所有人都自称“Echo”，“Echo 1”、“Echo 2”等是守为方便识别而取的名字。言行神秘，没有想象力和同理心，有时空穿梭和，“测量游戏的能量”等能力。
格倫·弗格納（聲：加瀨康之）
Planet Games Japan的CEO。外国人，表面上是為了分享專業知識、提供更高品質的產品而與Shooting Stars公司進行合併，實則為了吸收天才創作家秋里樂葉，使Planet Games成為世界第一的遊戲公司。為此，他駭入了冬夜的手機，仿造了冬夜的聲音誘騙樂葉，並將其綁架到秋葉原體育館的地下設施中。然而樂葉拒絕其進入CI（模控知能系統）的要求，並在之後與守一同行動，打算逃出設施。

## 出版書籍
| 卷數 | KADOKAWA      | KADOKAWA               |
| 卷數 | 發售日期      | ISBN                   |
| ---- | ------------- | ---------------------- |
| 1    | 2020年9月14日 | ISBN 978-4-04-109755-7 |
| 2    | 2021年11月6日 | ISBN 978-4-04-111605-0 |

## 電視動畫

### 解说
改编动画设定新角色秋里乐叶为主人公，故事编排为“乐叶从现代（2023年）时间旅行至1992年（原作描写的时代），与1992年当时的人产生联系”。该方案由原作者若木民喜自己提出，通过乐叶描写“2023年观众”看到的“1992年当时的最新技术等事物”时的反差。改编动画还请到以《雫》《痕》《To Heart》引领当时美少女游戏业界的编剧高桥龙也提供当时的知识。实际分工为若木思考主要故事，高桥将故事告知各话编剧并监修，之后佐久间监督和若木再次检查。
本作原作便已直接提及众多美少女游戏，动画也直接使用不少美少女游戏的名称和实际包装图像，包括élf的《同级生》，以及Leaf（AQUAPLUS）的《漫画派对》、《痕》，Key的《Kanon》，Purple Software的《幸福噩梦 REGRET END》等等。《天使们的午后》则因权利所有者不明而改名为《午后的天使们》。
作中有多个过去时代的秋叶原和PC-9801等老电脑登场，制作时为再现这些做过考证。

### 剧情
2023年，喜欢美少女和美少女游戏的插画家秋里乐叶目标成为超人气绘师，梦想推出自己描绘的美少女游戏大作。此时美少女游戏早已被社交网络游戏等夺去市场，失去黄金期，乐叶的公司靠制作小规模成人游戏续命，在这种公司当副插画的乐叶每天都在为龙套角色的背影上色。一天，有游戏店店主送给乐叶一些过去发售的名作美少女游戏。刚打开其中之一《同级生》的包装盒，乐叶就被一阵光包围，下一瞬间便穿越时空，来到美少女游戏黎明期，1992年的秋叶原。乐叶随即进入当时存在的公司Alcohol Soft创作美少女游戏。乐叶多次回到现代，又移动至其他时代的秋叶原，体验当时的情景和游戏制作。

### 主題曲
片頭曲「65535」
主唱：中川翔子，作詞、作曲、編曲：Sohbana
第1話、第13話用作片尾曲使用。
片尾曲「Link～past and future～」（第2話－第13話）
主唱：秋里樂葉（古賀葵），作詞：KOTOKO，作曲：折戶伸治，編曲：中澤伴行
第13話用作插曲使用。

### 樂曲協力
插曲（第7話）
主唱：ClariS，作曲、作詞：渡邊翔（SME Records），编曲：汤浅笃，協力：外村敬一
電視動畫《魔法少女小圓》的片頭曲。
插曲（第12話）
主唱：日野森梓（長崎南）、榎本司（栗原美紀子）、日野森美奈（及川瞳）
作詞：金杉肇、吉田文，作曲：REICO，編曲：畠義人
背景音樂「HELLO, SOFMAP WORLD」（第13話）
作詞：山村啟介，作曲：林哲司

### 各話列表
| Layer 01 | 我穿越時空了!?         | 雜破業     | 佐久間貴史             | 水野健太郎       | 佐佐木政勝                                                                                           | 赤松健      | 2023年 10月5日 |
| 2023年，秋里乐叶梦想制作以自己笔下美少女为女主角的美少女游戏大作，在美少女游戏公司“Bluebell”工作，但美少女游戏的黄金期已经结束，Bluebell也只能勉强制作小规模美少女游戏。一天，乐叶在偶然发现的二手游戏店看见多部往年的名作美少女游戏正在大甩卖，于是向店主老婆婆力陈这些游戏的出色之处。乐叶后来又去这家二手游戏店，却发现所在建筑物已经人去楼空，只放着一个给乐叶的纸袋，里面装着美少女游戏。乐叶打开纸袋中DOS版《同级生》的包装，回过神来已经到了1992年的秋叶原。 |                        |            |                        |                  | |             |                |
| Layer 02 | 一起來做美少女遊戲吧！ | 高橋龍也   | 渡邊哲哉               | 日下直義         | 小堤悠香                                                                                             | 門井亞矢    | 10月12日       |
| 乐叶前往Bluebell所在地，发现那里只有一家名为“Alcohol Soft”的小型美少女游戏公司。乐叶告诉里面的人自己的情况，表示无处可去，希望能收留自己工作。Alcohol Soft的人听得将信将疑，同公司的下田香织感到有趣，说反正人手不足，不如让她工作试试，乐叶于是在程序员六田守指导下开始工作。乐叶原本以为能用到2023年的知识，结果第一次用鼠标在模拟16色环境绘制CG，遇到不少问题。乐叶住在Alcohol Soft工作，不断努力后终于完成1部游戏，大家一起庆祝。乐叶回过神来，发现已经回到2023年。 |                        |            |                        |                  | |             |                |
| Layer 03 | 想要再一次見到大家！   | 高橋龍也   | 渡邊慎一               | 前園文夫         | 清水拓磨、橘、GrandGuerrilla、天界、原田優香、高石麻美、齋藤直貴、郭婷、王夢靈                       | 織音        | 10月19日       |
| 乐叶回到2023年，找不到Alcohol Soft的痕迹与当时共同制作的游戏实物，平淡地度过大约1个星期。打开老婆婆留下的游戏之一《痕》的包装后，乐叶又移动至1996年，与Alcohol Soft成员重逢，请求与他们再次一起制作游戏。面对时隔4年突然现身的乐叶，香织等人感到困惑，后决定先请她把守带回来。守此前因反对Alcohol Soft的游戏由PC-98转移至Windows而出走。乐叶听到守对PC-98的热情，对此抱有好感，守则称如果乐叶真的来自未来，就不要与自己产生联系、改变过去。 |                        |            |                        |                  | |             |                |
| Layer 04 | 有什麼關係呢！         | 高橋龍也   | 渡邊慎一               | 前島密           | 櫻井祐哉                                                                                             | 橋本隆      | 10月26日       |
| 守看著來自未來的樂葉的言行舉止以及她的平板電腦等物品，再次意識到PC-98即將結束。然而，樂葉告訴他，如果不喜歡那種未來，可以自己去改變它。最終，守以程式設計師的身份回歸，條件是要同時製作Win版本和98版本的遊戲。樂葉也繼續協助守，從Alcohol Soft的工作到參加Comic Market，再次完成了一款遊戲。然而，在慶祝完成的時候，樂葉的身影在守的眼前再次消失了。 |                        |            |                        |                  | |             |                |
| Layer 05 | 有第2次就會有第3次！   | 雜破業     | 增田敏彦               | 伊藤然一郎       | 酒井KEI、辻浩樹、橘、Zearth Sato、清水拓磨、周剛                                                     |             | 11月2日        |
| 回到2023年自己的房間後，樂葉注意到自己的美少女遊戲消失了一部分。她擔心自己改變了歷史，但仍然希望能再次見到Alcohol Soft的大家，於是打開了1999年的《Kanon》遊戲包裝。為了不干擾歷史，樂葉只負責在擴大規模的Alcohol Soft做雜務等工作。在Alcohol Soft公司內，著名製作人市之谷開始談論將遊戲移植到家用遊戲機上的計劃，但守對市之谷感到不信任，開始調查此事。 |                        |            |                        |                  | |             |                |
| Layer 06 | 請相信樂葉！           | 雜破業     | 大槻敦史               | 水野健太郎       | 佐佐木政勝、愛媛須田子                                                                               |             | 11月9日        |
| 在守的要求下，樂葉開始監視市之谷經營的Cosplay俱樂部，卻意外發現了店長爭取到的遊戲移植機會，竟是靠投資市之谷所取得。知道此事的公司眾人齊聚一堂，要求店長給出一個交代，這時橋本突然出現，並告訴大家市之谷因涉嫌詐騙，已被警方逮捕的消息；至此，店長才說出自己已經投資了十億元的事實。就在Alcohol Soft公司面對龐大債務，即將關門大吉時，樂葉向守提出「用我的原畫來作遊戲吧！」 |                        |            |                        |                  | |             |                |
| Layer 07 | 雨過天晴               | 東出祐一郎 | 阿佐谷水族園、菅井嘉浩 | 前園文夫         | 萩原省智、Zearth Sato、辻浩樹、清水拓磨、橘、王夢靈、權伍驥、天界、株式会社RA、CRAFT、STUDIO MASSKET | MIN-NARAKEN | 11月16日       |
| 為了避免公司更加混亂，樂葉隱瞞了自己未來人的身分，向大家謊稱自己曾在美國擔任插畫家，並向大家展示自己在平板電腦中的畫作，希望能參與製作這次的新作。起初香織以公司電腦無法重現圖畫為由拒絕，但守以多台PC-9821RA組裝而成的8核心電腦解決了設備效能問題；同時，樂葉也向眾人承諾，這次一定會參與到最後，不會中途消失不見，並在大家的同意下成為了新作的主要原畫。期間，店長也獲得大家的原諒，重新回歸公司。眾人上下一心，各自為了製作新作而努力。可就在一天夜裡，守因為一場意外，打開了樂葉背包裡的《午後的天使們》。 |                        |            |                        |                  | |             |                |
| Layer 08 | ECHO                   | 森瀨繚     | 笹島啟一               | 笹島啟一         | 磯野智、奧田泰弘、河西睦月、苗木陽子                                                                 | 影崎由那    | 11月23日       |
| 穿越到1985年後，守得知自己來到了一間叫做「Echo Soft」的公司，這裡的社長叫做Echo，助手和狗也叫做Echo。在他們的邀請下，守開始協助Echo Soft製作遊戲，同時，也思考著Echo社長提出的問題——「想像力是什麼」。在守的幫助之下，Echo Soft的成員們逐漸參透了「想像力」的真意，並在向守道別後，將其送回原本的時空。 |                        |            |                        |                  | |             |                |
| Layer 09 | 再見囉！               | 大槻涼樹   | 笹島啟一               | 前島密           | 櫻井祐哉                                                                                             | 佐佐木政勝  | 11月30日       |
| 經過了五個月的努力，樂葉與Alcohol Soft的成員們順利完成了新作《最後的華爾滋》。這款新作不論在宣傳工作方面，還是在討論度上，都呈現出一片榮景。在公司的大家正慶祝著遊戲完工的同時，守則是確認了Echo Soft的存在，以及自己曾經穿越時空的事實。不久後，樂葉找到了守，除了與他討論穿越時空的事情，也感謝他幫忙製作遊戲，但在下一刻，她又突然回到了2023年。然而，這時的秋葉原已完全變了調，電器街與御宅族相關的店舖都消失了。而就在樂葉目睹無線電會館的拆除工作時，已經成為大叔的守站在了她的面前......。 |                        |            |                        |                  | |             |                |
| Layer 10 | 全力以赴！             | 大槻涼樹   | 增田敏彥               | 鈴木拓磨         | 菊田裕司、清水拓磨、橘、權伍驥                                                                       | 撫荒武吉    | 12月7日        |
| 根據守的說明，《最後的華爾滋》在發售後獲得了廣大的迴響，也造就美少女遊戲界的空前盛世；包括Alcohol Soft在內，日本大部分的美少女遊戲公司都紛紛去往美國發展，以求更多的資金。而早在幾前年，秋葉原就已經沒有了宅系相關的事物，轉而成為大樓林立的高級住宅區。樂葉擔心是自己的所作所為改變了歷史，然而守告訴她，時代的演變是人們的選擇，她所做的一切並沒有錯，芽衣子甚至還因此獲得了成功。在這之後，守向樂葉提出了一個建議，若是在這個時代製作出能與《最後的華爾滋》媲美的作品，並且用當初在二手遊戲店所拿到的最後一盒遊戲《漫畫派對》回到1999年，再把新製作的遊戲交給別的遊戲公司，使其與Alcohol Soft對抗，這樣既能維持Alcohol Soft的成功，也能在秋葉原留下遊戲的潮流，或許就能恢復樂葉所熟知的秋葉原的光景。為了達成這個目標，守表示他將會使用PC-9801來全力協助樂葉。 |                        |            |                        |                  | |             |                |
| Layer 11 | Original Cuu           | 大槻涼樹   | 竹内光、吉川浩司       | 水野健太郎       | 矶野智、翁有威、吴晓伟、叶云、刘波、徐鹏                                                             | 奥田泰弘    | 12月14日       |
| 在樂葉與守開始製作遊戲後不久，樂葉突然想到遊戲所需的劇本、音樂和插圖沒有人負責，守告訴樂葉，這個時代有許多遊戲元素都已經能靠AI生成，並向她展示AI的運作流程。然而，透過AI製作的遊戲並沒有熱情，因此還是需要樂葉親自參與。就在樂葉陷入製作瓶頸的同時，守透過樂葉的用字遣詞發現，她可能正在被這個時空同化，並告知她必須快點製作遊戲，得知此事的樂葉決定出去透透氣。過程中，她接到了冬夜的電話，兩人相約見面；但就在等人的過程中，樂葉被綁架了。後來得知，綁架樂葉的是Planet Games Japan的CEO格倫·弗格納，其目的是為了找到「Original Cuu」，同時也是製作傳奇遊戲《最後的華爾滋》的天才創作家——秋里樂葉。樂葉醒來之後，發現自己身處在一個未知的設施之中，更令她驚訝的是，這裡藏著許多被關在水槽裡的人類。另一方面，守推測樂葉可能遭遇不測，因此啟動了所有PC-9801，開始尋找她的下落。                                                                                          |                        |            |                        |                  | |             |                |
| Layer 12 | 幽，幽幽幽幽幽…！      | 東出祐一郎 | 阿佐谷水族園、菅井嘉浩 | 日下直義         | 櫻井祐哉、磯野智、奥田泰弘、河西睦月、苗木陽子、石井久雄、飯塚英里、Zearth Sato                      | 赤井考美    | 12月21日       |
| 在PC-9801的支援下，守很快查出了樂葉的所在地，位於施工中的秋葉原體育館內，於是便透過廢棄的鐵路計畫所留下的專用通道，悄悄潛入設施之中。另一方面，樂葉在設施中見到了許久不見的冬夜，同時，幕後黑手格倫·弗格納也在屏幕中露面，並告訴樂葉這個設施的真相。原來在早些年，AI確實在製作遊戲方面凌駕於人類，然而卻因為缺乏想像力與爆發力，無法產出亮眼的作品，使得遊戲的製作再度淪為時間與金錢的消耗戰，換句話說，最後還是得靠人類發揮。而這個設施，便是透過Planet Games公司所開發的「模控知能系統」，以人類作為養分來源，藉此製作出遊戲的大型開發室。在解說完畢之後，格倫與冬夜要求樂葉進入水槽中，成為其中一員，就在準備動手的下一秒，守突然出現，暫時切斷了電源系統，並趁亂帶領樂葉逃跑。期間，他也駭入了保全系統，利用機器人拖住了前來阻擋的黑衣人。然而格倫切斷了設施的部分電源，阻止了兩人的逃出行動，並擋在他們面前。就在窮途末路之際，天空中突然出現一個巨大的幽浮......。 |                        |            |                        |                  | |             |                |
| Layer 13 | 我所珍視之物           | 高橋龍也   | 佐久間貴史             | 田中智也、前島密 | 磯野智、櫻井祐哉、奥田泰弘、苗木陽子                                                                 | 伊東雜音    | 12月28日       |
| 和幽浮一同出現的Echo2，將樂葉與守轉移到了一個純白的空間，而在那裡等待著他們的是Echo們。Echo1向樂葉展示她之後將製作的遊戲，以及其中所蘊含的巨大的想像力。Echo們離開後，樂葉和守回到了體育館，與此同時，Alcohol Soft的元老們也從美國趕來迎接他們，從談話中得知，他們是應守的要求，前來協助樂葉製作遊戲。在眾人的努力下，《我所珍視之物》誕生了。臨走前，樂葉與守互相承諾，即使回到修正後的時空，也不會忘記對方的事，並在此後帶著遊戲與寫給1999年的守的信回到了1999年，順利地完成了任務。時間回到2023年，秋葉原基本變回了樂葉所熟悉的樣子。樂葉來到了Alcohol Soft的公司舊址，而守正獨自留在那裏，並向樂葉提出「要一起來做遊戲嗎？」。 |                        |            |                        |                  | |             |                |

### 播映平台
日本深夜動畫：下文記載的日本国内播放時間使用日本標準時間（UTC+9）表示。因為部分時間标识會採用30小时制，因此請留意这类超过24:00的时间，其實際播放時間為翌日清晨。
| 播放日期                | 播放时间                     | 播放电视台     | 播放地区   | 备注                             |
| ----------------------- | ---------------------------- | -------------- | ---------- | -------------------------------- |
| 2023年10月5日－12月28日 | 周四 0:30 - 1:00（周三深夜） | TOKYO MX       | 东京都     | 参与制作                         |
|                         |                              | 栃木电视台     | 栃木县     |                                  |
|                         |                              | 群马电视台     | 群马县     |                                  |
|                         |                              | BS11           | 日本全域   | 参与制作 / BS放送 / “ANIME+”时段 |
|                         | 周四 1:37 - 2:07（周三深夜） | 中京电视台     | 中京广域圈 |                                  |
|                         | 周四 2:14 - 2:44（周三深夜） | 朝日放送电视台 | 近畿广域圈 | “”第1部分                        |
| 2023年10月6日－12月29日 | 周五 21:30 - 22:00           | AT-X           | 日本全域   | CS放送 / 字幕放送 / 有重播       |

| 播映地區 | 播映平台        | 播映日期                | 播映時間              | 備註 |
| -------- | --------------- | ----------------------- | --------------------- | ---- |
| 台灣     | 巴哈姆特動畫瘋  | 2023年10月5日－12月28日 | 星期四 01:00（UTC+8） |      |
| 台灣     | KKTV            | 2023年10月5日－12月28日 | 星期四 01:00（UTC+8） |      |
| 台灣     | LINE TV         | 2023年10月5日－12月28日 | 星期四 01:00（UTC+8） |      |
| 台灣     | LiTV 線上影視   | 2023年10月5日－12月28日 | 星期四 01:00（UTC+8） |      |
| 台灣     | Ofiii 歐飛      | 2023年10月5日－12月28日 | 星期四 01:00（UTC+8） |      |
| 台灣     | friDay影音      | 2023年10月5日－12月28日 | 星期四 01:00（UTC+8） |      |
| 台灣     | MyVideo         | 2023年10月5日－12月28日 | 星期四 01:00（UTC+8） |      |
| 台灣     | Hami Video      | 2023年10月5日－12月28日 | 星期四 01:00（UTC+8） |      |
| 台灣     | 中華電信MOD     | 2023年10月5日－12月28日 | 星期四 01:00（UTC+8） |      |
| 台灣     | 中嘉bb寬頻.bbTV | 2023年10月5日－12月28日 | 星期四 01:00（UTC+8） |      |
| 台灣     | CATCHPLAY+      | 2023年10月5日－12月28日 | 星期四 01:00（UTC+8） |      |

### BD／DVD
| 卷數 | 發售日期       | 收錄話數       | 規格編號   | 規格編號   |
| 卷數 | 發售日期       | 收錄話數       | BD         | DVD        |
| ---- | -------------- | -------------- | ---------- | ---------- |
| 1    | 2023年12月27日 | 第1話－第3話   | ANZX-16401 | ANZB-16401 |
| 2    | 2024年1月31日  | 第4話－第5話   | ANZX-16403 | ANZB-16403 |
| 3    | 2024年2月28日  | 第6話－第7話   | ANZX-16405 | ANZB-16405 |
| 4    | 2024年3月27日  | 第8話－第9話   | ANZX-16407 | ANZB-16407 |
| 5    | 2024年4月24日  | 第10話－第11話 | ANZX-16409 | ANZB-16409 |
| 6    | 2024年4月26日  | 第12話－第13話 | ANZX-16411 | ANZB-16411 |

### 网络电台
2023年10月5日起，音泉与Aniplex YouTube频道每周四更新網路電台節目《16bit的感动 ANOTHER PLAYER》，由秋里乐叶声优古贺葵和山田冬夜声优山根绮主持。第1回为活动公开收录，阿部敦（六田守）、堀江由衣（上原芽衣子）、川澄绫子（下田香织）作为嘉宾出演。

## 评价
改编动画评价正面。Christopher Farris在动画新闻网上评价前三话，称该作沉浸于“小众怀旧”情感中，作中的指代只有部分人知晓；称乐叶充满活力，有效引导观众接触这种怀旧之情；并赞扬其声优古贺葵的表现。Farris还指出原作漫画故事“完全发生在1990年代”，改编作品的文化框架在一定程度上是原作之衍生，并指出该作对题材和御宅文化的独特描写方式。Anime Feminist的Cy Catwell在她的第一话评论中指出，剧集讲述乐叶如何获得“第二次机会”，将她的热情运用在超越2023年“她现在的工作”之事上，称故事“非常可爱”，并说该动画有潜力成为女性主义剧集，讲述“对情色与成人媒体的女性体验”。
在Anime Feminist的三话签到中，Alex Henderson称作为给1990年代的“情书”，动画正变得“令人愉悦且非常有趣”，说他们享受作品角色，并希望守和乐叶不要成为“恋爱角色”。Screen Rant的Steven Blackburn称动画提供“对典型异世界类型的独特改变”，她在2023年的困境与打开游戏后到达的时空有相似之处。动画新闻网“本周动画”的主持们指出乐叶就Key和其他作品的“著名产出”布教，称乐叶是“现代『Nerd』的绝妙再现”。

## 延伸阅读
- . Da Vinci News. KADOKAWA. 2020-10-20  [2023-10-29]. （原始内容存档于2020-11-26） （日语）.
- . Fami通. 2020-12-27  [2023-10-29]. （原始内容存档于2023-05-24） （日语）.

## 外部連結
- 電視動畫官方網站（怀旧版 （页面存档备份，存于））（日語）
- 漫畫的X（前Twitter）（日語）
- 電視動畫的X（前Twitter）（日語）